# Strobilanthes glandulosus
Strobilanthes glandulosus är en akantusväxtart som beskrevs av Carl Ludwig von Blume. Strobilanthes glandulosus ingår i släktet Strobilanthes och familjen akantusväxter. Inga underarter finns listade i Catalogue of Life.